# Crossaster helianthus
Crossaster helianthus är en sjöstjärneart som beskrevs av Addison Emery Verrill 1894. Crossaster helianthus ingår i släktet Crossaster och familjen solsjöstjärnor. Inga underarter finns listade i Catalogue of Life.